# Mary Moraa
Mary Moraa (født 2000) er en kenyansk atletikudøver, som konkurrerer i mellemdistanceløb.
I 2021 repræsenterede hun sit land under sommer-OL 2020 i Tokyo på 800 meter, hvor hun blev udslået i semifinalen.
Moraa blev verdensmester på 800 meter i VM i atletik 2023 i Budapest.